# آنا ماريا جي لاورو كاستروتشي
آنا ماريا جي لاورو كاستروتشي (ساو باولو، 6 فبراير 1948) عالمة أحياء وباحثة وأستاذة جامعية برازيلية.
حاصلة على وسام الاستحقاق العلمي الوطني وعضو كامل في الأكاديمية البرازيلية للعلوم، وهي أستاذة متقاعدة متقاعدة وأستاذة في معهد العلوم البيولوجية بجامعة ساو باولو.

## السيرة الشخصية
ولدت آنا ماريا في ساو باولو عام 1948. وهي ابنة إيرميلندا دي لاورو كاستروتشي مدرسة ابتدائي، وبينديتو كاستروتشي وهو أستاذ متقاعد سابق متقاعد في جامعة ساو باولو ومؤلف عشرات الكتب في الرياضيات. نشأ في منزل مخصص للتعليم والثقافة. كان لديه أربعة إخوة أكبر سنًا، وكانوا مؤثرين جدًا حيث دخلوا الجامعة بينما كانت آنا ماريا لا تزال في المدرسة.
درست في المدرسة الأمريكية لمعهد ماكنزي حيث التحق بالمدرسة الابتدائية السابقة، وانتقلت إلى كوليجيو دانتي أليغييري حيث التحق بالمدرسة الثانوية السابقة. تم أخذ الدورة العلمية في كلية التطبيق بكلية الفلسفة والعلوم والآداب بجامعة ساو باولو. وفي نفس الجامعة التحقت بدورة علم الأحياء في معهد العلوم البيولوجية عام 1966.
بينما كانت طالبة قامت بتدريس علم الأحياء في معهد ماكنزي، وتخرجت بدرجة البكالوريوس في علم الأحياء عام 1969. التحقت بدورة التخصص في كلية الطب بجامعة جنوب المحيط الهادئ، في مجال علم الأنسجة وانتقلت إلى المعهد في العلوم البيولوجية، دافعت عن أطروحة الدكتوراه عام 1973 بتوجيه من إيراسمو جارسيا مينديز. بدأت الدكتوراه في نفس المؤسسة وتحت إشراف البروفيسور إيراسمو، وقدمت أطروحتها عام 1974.
كانت أستاذة في عدة كليات حتى أكتوبر 1975، ثم تم تعيينها من قبل قسم علم وظائف الأعضاء في معهد العلوم البيولوجية. في جامعة أريزونا أجرت تدريبًا لما بعد الدكتوراه بين يوليو 1982 ويوليو 1984. وأصبحت أستاذة متفرغة في جامعة ساو باولو في عام 1987 وأستاذة متفرغة في عام 1992.